# 通州 (北京)
39°54′27″N 116°39′52″E / 39.907565°N 116.664373°E

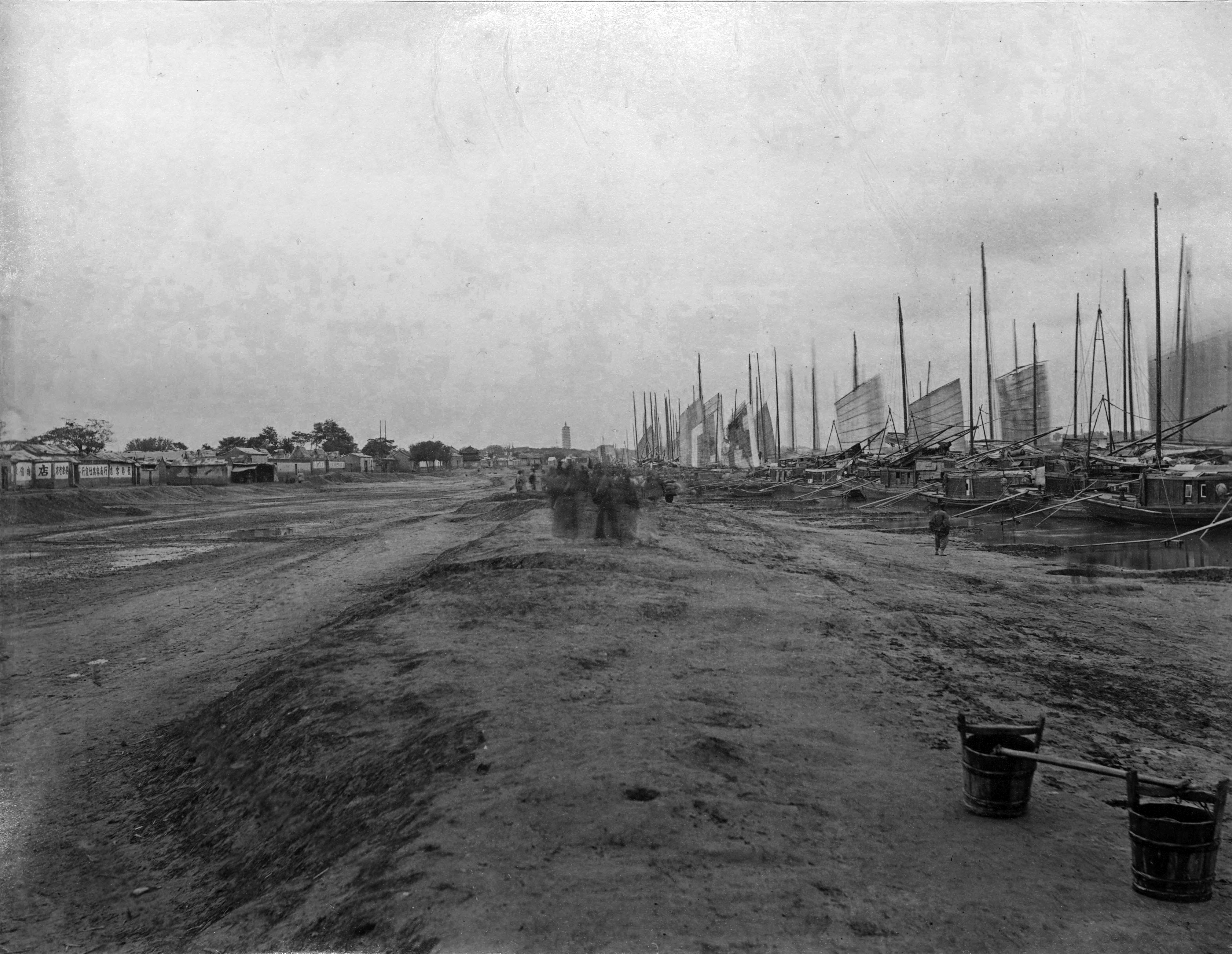
通州是京杭大运河北起点，图中可见运河中的帆船，远处可见燃灯塔。1879年左右拍摄。

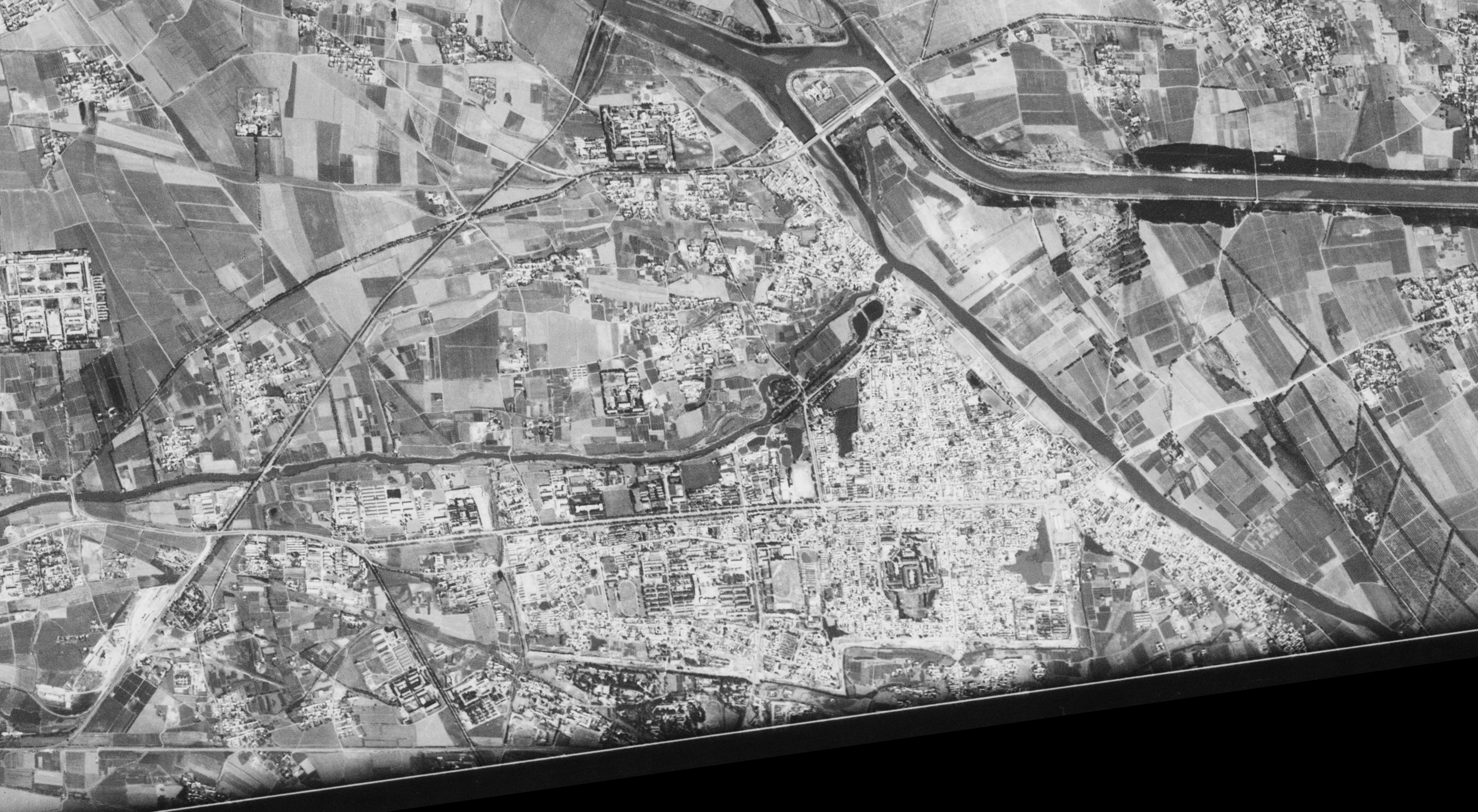
1967年拍摄的卫星照片。城墙是从1951年开始拆除的，此时还可以明显看到原通州城轮廓和护城河。

通州，中國古代的州，金、元、明、清四朝行政區劃。前身為唐、宋的潞縣。

## 金朝
舊《通州志》相傳元以前無城，編籬寨為之。
金天德三年（1151年）升格潞縣，設置為通州（取漕運通濟之義），屬於中都路，為運糧要地。貞祐二年（1215年）被蒙古攻佔。主官原為刺史，興定二年（1218年）五月升刺史為防禦使。有戶口35,099戶。轄境相當今北京市通州區及河北省三河市地。下轄二縣：
- 潞縣，州治所，倚郭縣。
- 三河縣。

## 元朝
元太祖十年（1215年）攻佔燕地，置燕京路，實質管領通州；至元二十一年（1284年）改屬大都路。下轄二縣：
- 潞縣，州治所，倚郭縣。
- 三河縣。

至元二十九年（1292年）於通州浚修通惠河（自大都向東至通州城南），設豐備倉、通濟倉、太倉以供應京師。

## 明朝
明洪武元年（1368年）閏七月，燕山忠愍侯孫興祖從大將徐達定通州，监督軍士修建城池，此即明清通州城的肇始。是在金元时期的通州城基础上，从南墙外继续接筑扩大修建成的。此前，通惠河实在通州城南，修建后，通惠河穿成而过。城在潞河西，甎甃其外，中實以土，周圍九里十三步，連垛牆高三丈五尺，創始嚴固，屹然為京東巨鎮。門四：東曰「通運」，西曰「朝天」。甕城門原向北，萬曆十九年（1591年）改向南。南曰「迎薰」，北曰「凝翠」。門各有樓，萬曆八年（1580年）修。十九年（1591年）重修。三十七年（1609年），知州梅守極、陳隨又重修。
洪武元年（1368年）八月改大都路為北平府，通州隸屬之，撤併潞縣入州；三年（1370年）四月北平府改名燕王府，永樂元年改名順天府，通州仍屬之。
正統十四年（1449年） 八月，土木堡之变爆发。为了保护西仓和南仓，粮储太监李德、镇守指挥陈信奏请修建通州新城。成化年间，再次施工，使其与旧城统一样式。
通州原本有城無池。明萬曆二十二年（1594年），戶部郎中金壇于士廉監督倉政，巡视新城、旧城兩城池，认为可以为两者建造城池，引通惠河水注入，这样就可以走漕运的船，免除了岸上用绳子拉船前进的麻烦。于是就上奏到戶部尚書楊、總漕褚，最终让朝廷审议。池开挖於甲午三月，丙申三月竣工，長三千三百餘丈，加深二尺許，廣視深四倍之，建閘一橋四，用銀九千餘兩，用磚二十五萬多块。士廉尋陞山東兵備道，郎中楊初東代之，終其事焉。浚池固以通運，亦以設險也，至舊城。
下轄四縣：
- 三河縣。
- 武清縣，元朝屬漷州，洪武十二年（1379年）改隸屬通州。
- 漷縣，元朝屬漷州，洪武十四年（1381年）二月降為縣，來屬於通州。
- 寶坻縣，元朝屬大都路，洪武十年（1377年）二月來屬於通州。

通州西有通惠河，西南有渾河，即桑乾，二河流至通州東側張家灣會合為白河。設有張家灣巡檢司、西南有弘仁橋巡檢司。
|  | 通惠河 北京 大通桥 庆丰闸 通流闸 平津闸 天妃宫 通州 新城 永通桥 普济下闸 石霸                  |
|  | 明代吳仲撰《通惠河志》中的“通惠河圖”（中国古代地图的方位习惯与现在相反，为上南下北左東右西）。 |

## 清朝
清初沿明制置通州，屬順天府、東路廳，但不轄縣；位於順天府東四十里。順治十六年（1659年）將漷縣裁併入通州。康熙九年（1670年），知州甯完福復加修葺通州城。
乾隆三十年（1765年），在总督方观承的奏请下，旧城西墙拆除一百八十二丈，新城与旧城合并。此时，通州有五座城门：通运门（东门）、迎薰门（南门）、凝翠门（北门）和新城的望帆云表门（南门）、尺五瞻天门（西门）。
轄地今為北京市通州區。俗稱北通州。民國二年（1913年）二月，全国废州，改置為通縣。
通州主官為知州，職務衝、繁、疲、難。通永道、倉場侍郎、管河州判駐於此。有白河、榆河、漒漒河自順義縣流入通州境；榆河與通惠河、白河匯合為北運河，涼水河匯入北運河。鳳河自東安縣入通州。通州城北門外有石壩，管河州判掌管，建有十五京倉；東側土壩，州同掌管，建有通州西倉、中倉。
下轄：
- 三鎮，馬頭店、永樂店、馬駒橋。
- 二驛站，潞河驛、和合驛。

清末有鐵路經過，为1901年建成的通州支线。
|  | 通州 新城 北門 南門 新城南門 西門 東門 北極閣 文昌閣 敵樓 舊敵樓 鼓樓 文殊塔 南溪閘 減水閘 通流閘 新城大街 西大街 北大街 东大街 南关大街 南大街 西顺城街 天成巷 帥府街 東關大街 十字街 大、小紅牌樓胡同 新街下坡胡同 新街口 西倉 南倉 中倉 馬家胡同 熊家胡同 四眼井胡同 史家胡同 白將胡同 大条胡同 二条 三条胡同 小燒酒胡同 半截胡同 大燒酒胡同 中倉胡同 倉溝 史家胡同 石板胡同 如意胡同 蔡家胡同 教子胡同 東塔胡同 前剪子巷 后剪子巷 豆腐巷 八里橋 通利橋 哈叭橋 善人橋 臥虎橋 吾党橋 東水關 南水關 東海 西海 葫蘆頭 石壩 土壩 北運河 通州衛 理事廳 倉場署 刑錢府 江蘇局 浙江局 貢院 後營 東營房 西營房胡同 定邊衛 北後街 南街 黃亭 聖教寺 慈航寺 靜安寺 觀昌寺 文廟 武聖廟 大關廟 龍王觀 三官廟 萬壽宫 碧霞宫 射園 北果市 牛市口 魚市 糧食市 江米店 東柵欄口 西柵欄口 玉带河 |
|  | 光緒《通州志》中的“城池圖” |

## 延伸阅读
[在维基数据编辑]
 《欽定古今圖書集成·方輿彙編·職方典·第十五卷》，出自陈梦雷《古今圖書集成》
 《欽定古今圖書集成·方輿彙編·職方典·第四十九卷》，出自陈梦雷《古今圖書集成》